# Raïon de Polatsk
Le raïon de Polatsk (en biélorusse : Полацкі раён, Polatski raïon ; en russe : Полоцкий район, Polotski raïon) est une subdivision de la voblast de Vitebsk, en Biélorussie. Son centre administratif est la ville de Polatsk, qui ne fait pas elle-même partie du raïon.

## Géographie
Le raïon couvre une superficie de 3 137,78 km2, dans le centre de la voblast. Le raïon de Polatsk est limité au nord par le raïon de Rassony, à l'est par le raïon de Haradok et le raïon de Choumilina, au sud par le raïon d'Ouchatchy et à l'ouest par raïon de Hlybokaïe, le raïon de Miory et le raïon de Verkhniadzvinsk.

## Histoire
Le raïon de Polatsk a été créé le 17 juillet 1924.

## Population

### Démographie
Les résultats des recensements de la population (*) font apparaître une diminution rapide de la population du raïon depuis 1959, alors que la ville de Polatsk, qui n'en fait pas partie, connaissait dans le même temps une forte croissance démographique.
| 1959*  | 1970*  | 1979*  | 1989*  | 1999*  | 2009*  |
| ------ | ------ | ------ | ------ | ------ | ------ |
| 56 807 | 53 056 | 45 844 | 39 464 | 35 174 | 27 263 |

### Nationalités
Selon les résultats du recensement de 2009, la population du raïon se composait des nationalités suivantes :
- 86,95 % de Biélorusses ;
- 9,97 % de Russes ;
- 1,39 % d'Ukrainiens.

### Langues
En 2009, la langue maternelle était le biélorusse pour 67,92 % des habitants du raïon de Polatsk et le russe pour 30,33 %. Le biélorusse était parlé à la maison par 35,33 % de la population et le russe par 60,02 %.